# Leamington (Utah)
Leamington – miasto w Stanach Zjednoczonych, w stanie Utah, w hrabstwie Millard.